# Anna Baran
Anna Maria Baran (ur. 27 listopada 1986 w Rzeszowie) – polska koszykarka, występująca na pozycji silnej skrzydłowej lub środkowej.
W sezonie 2005/2006 reprezentowała drużynę uczelni Daytona State w lidze NJCAA. Następnie występowała przez rok (2006/2007 – American Eagles) w NCAA i trzy lata w NCAA II (2007–2010 – Arkansas Tech Golden Suns).

## Osiągnięcia
Na podstawie, o ile nie zaznaczono inaczej.

### NCAA II
- Uczestniczka rozgrywek Elite 8 turnieju NCAA II (2010)

### Reprezentacja
- Wicemistrzyni Europy U–20 (2005)[2]